# Legislació europea sobre els drets d'autor
La llei sobre drets d'autor de la Unió Europea nasqué com s intent d'harmonitzar les diverses lleis sobre els drets d'autor dels estats membres de la Unió Europea. Consisteix en diverses directives comunitàries, o indicacions normatives que els estats membres han d'implementar a la seva legislació nacional, i sentències del Tribunal de Justícia i del Tribunal de la Unió Europea.
Els primers intents d'harmonitzar les normes sobre drets d'autor a Europa es remunten a la Convenció de Berna per a la protecció de les obres literàries i artístiques adoptada el 9 de setembre del 1886, que han ratificat, entre d'altres, tots els estats membres de la Unió Europea. El primer pas decisiu de la Comunitat Econòmica Europea per harmonitzar les lleis fou la directiva 91/250/CEE del 14 de maig del 1991 "relativa a la protecció jurídica de programes d'ordinador". El 1993 s'assolí un acord per fixar la durada dels drets d'autor a 70 anys a partir de la mort de l'autor (post mortem auctoris) a través de la directiva 93/98/EEC "relativa a l'harmonització del termini de protecció del dret d'autor i de determinats drets afins.
L'aplicació de les directives sobre el dret d'autor fou més aviat controvertida, com ho indicaren les sis sentències de no transposició de la directiva 2001/29/EC "relativa a l'harmonització de determinats aspectes dels drets d'autor i drets afins a la societat de la informació". Les lleis sobre drets d'autor, per tradició, varien de manera considerable entre els estats membres, en particular entre els que tenen un ordenament jurídic de caràcter anglosaxó i els que en tenen un de caràcter continental.